# 1757 en droit
Cet article présente les faits marquants de l'année 1757 en droit.

## Événements
- 23 février : émeute des taverniers de Porto pour protester contre les conséquences du monopole accordé à la compagnie des vins du Haut-Douro, durement réprimée par Pombal[1].

- 14 mars : John Byng est exécuté[2].

- 10 décembre : concordat avec le duché de Milan[3].